# Борова-Ґура (Мазовецьке воєводство)
Борова-Ґура (пол. Borowa Góra) — село в Польщі, у гміні Сероцьк Леґьоновського повіту Мазовецького воєводства.
Населення — 739 осіб (2011).
У 1975-1998 роках село належало до Варшавського воєводства.

## Демографія
Демографічна структура станом на 31 березня 2011 року:
|          | Загалом | Допрацездатний вік | Працездатний вік | Постпрацездатний вік |
| -------- | ------- | ------------------ | ---------------- | -------------------- |
| Чоловіки | 372     | 85                 | 254              | 33                   |
| Жінки    | 367     | 81                 | 232              | 54                   |
| Разом    | 739     | 166                | 486              | 87                   |